# Division 1 1972-1973
La Division 1 1972-1973 è stata la 35ª edizione della massima serie del campionato francese di calcio, disputato tra il 29 agosto 1972 e il 2 giugno 1973 e concluso con la vittoria del Nantes, al suo terzo titolo.
Capocannoniere del torneo è stato Josip Skoblar (Olympique Marsiglia) con 26 reti.

## Stagione

### Aggiornamenti
In seguito alla scissione del Paris Saint-Germain, avvenuta al termine del campionato precedente per questioni di natura economica, i giocatori professionisti e i diritti a partecipare alla massima divisione vennero trasferiti in nuova squadra, chiamata Paris FC.

### Avvenimenti
Rimanendo imbattuto per le prime sette giornate, l'Angers prevalse sull'enorme gruppo che inizialmente guidava la classifica, divenendo la prima squadra del campionato a guadagnare la vetta. Nel giro di due settimane il Nizza, reduce dalla sconfitta nello scontro diretto, assunse il comando della classifica e prese il largo, avvantaggiato dall'alternarsi al secondo posto di diverse squadre come i campioni in carica dell'Olympique Marsiglia l'Olympique Lione e il Nantes. Approfittando di una flessione da parte della capolista nel mese di dicembre, i Canaris conclusero il girone di andata con un punto di distacco sulla vetta ed effettuarono l'aggancio nella prima giornata del nuovo anno solare.
Inizialmente il Nizza reagì riportandosi in vetta il 21 gennaio, ma nella settimana successiva venne ripreso per poi essere sorpassato definitivamente l'11 febbraio. Il Nantes tentò la fuga, portandosi nell'arco di due giornate a +4 dal Nizza e dall'Olympique Marsiglia, che tuttavia rimasero a stretto contatto con i Canaris. In particolare, i campioni in carica riuscirono nell'aggancio l'11 aprile, vanificato due settimane dopo a causa di una sconfitta a Saint-Étienne. A quel punto il Nantes assunse definitivamente il comando della classifica e, dopo aver resistito a un timido tentativo di rimonta del Nizza, guadagnò il suo terzo titolo con un turno di anticipo. Contemporaneamente Nizza e Olympique Marisglia si assicurarono l'accesso in Coppa UEFA, approfittando della sconfitta del Saint-Étienne contro l'Angers.
Grazie a un rendimento da alta classifica nel girone di ritorno, il Paris FC poté mettersi in salvo inguaiando l'Ajaccio, di contro autore di un pessimo rendimento che gli costerà l'uscita dal discorso salvezza con due gare di anticipo. Accompagnarono i còrsi il Valenciennes e il  Red Star, non in grado di fronteggiare nelle ultime giornate la concorrenza del Sedan.

## Squadre partecipanti
| Club                | Stagione | Città         | Stadio                       | Stagione precedente             |
| ------------------- | -------- | ------------- | ---------------------------- | ------------------------------- |
| Ajaccio             | dettagli | Ajaccio       | Stadio François Coty         | 13º posto in Division 1         |
| Angers              | dettagli | Angers        | Stadio Jean Bouin            | 4º posto in Division 1          |
| Bastia              | dettagli | Bastia        | Stadio Armand Cesari         | 9º posto in Division 1          |
| Bordeaux            | dettagli | Bordeaux      | Stadio Parc Lescure          | 12º posto in Division 1         |
| Metz                | dettagli | Metz          | Stadio Saint-Symphorien      | 14º posto in Division 1         |
| Nancy               | dettagli | Nancy         | Stadio Marcel Picot          | 6º posto in Division 1          |
| Nantes              | dettagli | Nantes        | Stadio Marcel Saupin         | 7º posto in Division 1          |
| Nizza               | dettagli | Nizza         | Stade Municipal du Ray       | 8º posto in Division 1          |
| Nîmes               | dettagli | Nîmes         | Stade Jean-Bouin             | 2º posto in Division 1          |
| Olympique Lione     | dettagli | Lione         | Stade de Gerland             | 13º posto in Division 1         |
| Olympique Marsiglia | dettagli | Marsiglia     | Stade Vélodrome              | Campione di Francia             |
| Paris FC            | dettagli | Parigi        | Parco dei Principi           | 16º posto in Division 1         |
| Red Star            | dettagli | Saint-Ouen    | Stadio Bauer                 | 16º posto in Division 1         |
| Rennes              | dettagli | Rennes        | Stade de la Route de Lorient | 11º posto in Division 1         |
| Stade Reims         | dettagli | Reims         | Stadio Auguste Delaune       | 15º posto in Division 1         |
| Saint-Étienne       | dettagli | Saint-Étienne | Stadio Geoffroy Guichard     | 6º posto in Division 1          |
| Sedan               | dettagli | Sedan         | Stadio Émile-Albeau          | 1º posto in Division 2 (Gir. A) |
| Sochaux             | dettagli | Montbéliard   | Stadio Auguste Bonal         | 3º posto in Division 1          |
| Strasburgo          | dettagli | Strasburgo    | Stadio della Meinau          | 1º posto in Division 2 (Gir. C) |
| Valenciennes        | dettagli | Valenciennes  | Stade Nungesser              | 1º posto in Division 2 (Gir. B) |

## Allenatori
| Squadra             | Allenatore                                                 | Calciatore più presente                                  | Cannoniere             |
| ------------------- | ---------------------------------------------------------- | -------------------------------------------------------- | ---------------------- |
| Ajaccio             | André Mori                                                 | Diego Garzitto, Gabriel Latour (36)                      | François M'Pelé (17)   |
| Angers              | Ladislas Nagy                                              | Pierre Bourdel, René Gallina (38)                        | Éric Edwige (13)       |
| Bastia              | Pierre Cahuzac                                             | Denis Bauda, François Félix (38)                         | François Félix (17)    |
| Bordeaux            | Pierre Phelipon                                            | Arnaud Dos Santos (38)                                   | Jean Gallice (13)      |
| Metz                | René Vernier                                               | Jacques Pauvert (36)                                     | Nestor Combin (18)     |
| Nancy               | Antoine Redin                                              | Roger Lemerre, Jean Palka (38)                           | Antoine Kuszowski (16) |
| Nantes              | José Arribas                                               | Gabriel De Michèle, Henri Michel, Jean-Claude Osman (38) | Ángel Marcos (11)      |
| Nîmes               | Kader Firoud                                               | Jean-Pierre Adams, André Kabile, Michel Mézy (36)        | Jacky Vergnes (15)     |
| Nizza               | Jean Snella                                                | Dominique Baratelli, Francis Isnard, Charly Loubet (38)  | Hervé Revelli (22)     |
| Olympique Lione     | Aimé Mignot                                                | Yves Chauveau, Raymond Domenech (38)                     | Bernard Lacombe (23)   |
| Olympique Marsiglia | Kurt Linder (1ª-25ª) Mario Zatelli (26ª-38ª)               | Georges Carnus (38)                                      | Josip Skoblar (26)     |
| Paris FC            | Louis Hon (1ª-19ª) Antoine Dalla Cieca (20ª-38ª)           | Jean Djorkaeff (38)                                      | Louis Floch (16)       |
| Red Star            | José Farias                                                | Serge Besnard, Robert Pintenat (34)                      | Robert Pintenat (11)   |
| Rennes              | René Cédolin                                               | Alain Rizzo (38)                                         | Hervé Guermeur (11)    |
| Stade Reims         | Célestin Oliver (1ª-6ª) Lucien Leduc (7ª-38ª)              | René Masclaux (38)                                       | Delio Onnis (17)       |
| Saint-Étienne       | Robert Herbin                                              | Ivan Ćurković (38)                                       | Patrick Revelli (16)   |
| Sedan               | Louis Dugauguez                                            | Jean-Luc Fugaldi, Jacky Le Bihan, Ivica Osim (37)        | Jacky Le Bihan (12)    |
| Sochaux             | Paul Barret                                                | Jean-Pierre Guinot (35)                                  | Bernard Goraguer (9)   |
| Strasburgo          | Casimir Nowotarski                                         | Heinz van Haaren (37)                                    | Marc Molitor (9)       |
| Valenciennes        | Robert Domergue (1ª-16ª) Jean-Pierre Destrumelle (17ª-38ª) | Dominique Dropsy, Michel Joly (38)                       | Joseph Yegba Maya (11) |

## Classifica finale
|  | Pos. | Squadra             | Pt | G  | V  | N  | P  | GF | GS | DR  |
|  | ---- | ------------------- | -- | -- | -- | -- | -- | -- | -- | --- |
|  | 1.   | Nantes              | 55 | 38 | 23 | 9  | 6  | 67 | 31 | +36 |
|  | 2.   | Nizza               | 50 | 38 | 20 | 10 | 8  | 70 | 44 | +26 |
|  | 3.   | Olympique Marsiglia | 48 | 38 | 19 | 10 | 9  | 64 | 37 | +27 |
|  | 4.   | Saint-Étienne       | 46 | 38 | 18 | 10 | 10 | 64 | 47 | +17 |
|  | 5.   | Angers              | 43 | 38 | 16 | 11 | 11 | 52 | 47 | +5  |
|  | 6.   | Nancy               | 42 | 38 | 16 | 10 | 12 | 59 | 47 | +12 |
|  | 7.   | Nîmes               | 42 | 38 | 16 | 10 | 12 | 48 | 39 | +9  |
|  | 8.   | Stade Reims         | 41 | 38 | 15 | 11 | 12 | 50 | 47 | +3  |
|  | 9.   | Bastia              | 38 | 38 | 15 | 8  | 15 | 59 | 41 | +18 |
|  | 10.  | Rennes              | 38 | 38 | 14 | 10 | 14 | 46 | 53 | -7  |
|  | 11.  | Sochaux             | 37 | 38 | 12 | 13 | 13 | 56 | 54 | +2  |
|  | 12.  | Paris FC            | 36 | 38 | 13 | 10 | 15 | 54 | 58 | -4  |
|  | 13.  | Olympique Lione     | 35 | 38 | 14 | 7  | 17 | 62 | 67 | -5  |
|  | 14.  | Bordeaux            | 35 | 38 | 12 | 11 | 15 | 49 | 55 | -6  |
|  | 15.  | Metz                | 35 | 38 | 13 | 9  | 16 | 44 | 52 | -8  |
|  | 16.  | Strasburgo          | 30 | 38 | 9  | 12 | 17 | 42 | 62 | -20 |
|  | 17.  | Sedan               | 30 | 38 | 11 | 8  | 19 | 49 | 71 | -22 |
|  | 18.  | Valenciennes        | 28 | 38 | 9  | 10 | 19 | 37 | 51 | -14 |
|  | 19.  | Red Star            | 28 | 38 | 7  | 14 | 17 | 38 | 58 | -20 |
|  | 20.  | Ajaccio             | 23 | 38 | 7  | 9  | 22 | 40 | 89 | -49 |

Legenda:
      Campione di Francia e ammessa alla Coppa dei Campioni 1973-1974.
      Ammesse alla Coppa UEFA 1973-1974.
      Ammesse alla Coppa delle Coppe 1973-1974.
      Retrocesse in Division 2 1973-1974.
Note:
Due punti a vittoria, uno a pareggio, zero a sconfitta.

### Squadra campione
| Formazione tipo | Giocatori (presenze)            |
| --- | ------------------------------- |
| Bertrand-Demanes Bargas Gardon De Michele Osman Pech Michel Maas Blanchet Couécou Marcos                                                                | Jean-Paul Bertrand-Demanes (34) |
| Bertrand-Demanes Bargas Gardon De Michele Osman Pech Michel Maas Blanchet Couécou Marcos                                                                | Ángel Bargas (15)               |
| Bertrand-Demanes Bargas Gardon De Michele Osman Pech Michel Maas Blanchet Couécou Marcos                                                                | Jean-Claude Osman (38)          |
| Bertrand-Demanes Bargas Gardon De Michele Osman Pech Michel Maas Blanchet Couécou Marcos                                                                | Henri Michel (38)               |
| Bertrand-Demanes Bargas Gardon De Michele Osman Pech Michel Maas Blanchet Couécou Marcos                                                                | Gabriel De Michèle (38)         |
| Bertrand-Demanes Bargas Gardon De Michele Osman Pech Michel Maas Blanchet Couécou Marcos                                                                | Bernard Gardon (34)             |
| Bertrand-Demanes Bargas Gardon De Michele Osman Pech Michel Maas Blanchet Couécou Marcos                                                                | Bernard Blanchet (35)           |
| Bertrand-Demanes Bargas Gardon De Michele Osman Pech Michel Maas Blanchet Couécou Marcos                                                                | Michel Pech (34)                |
| Bertrand-Demanes Bargas Gardon De Michele Osman Pech Michel Maas Blanchet Couécou Marcos                                                                | Didier Couécou (31)             |
| Bertrand-Demanes Bargas Gardon De Michele Osman Pech Michel Maas Blanchet Couécou Marcos                                                                | Erich Maas (34)                 |
| Bertrand-Demanes Bargas Gardon De Michele Osman Pech Michel Maas Blanchet Couécou Marcos                                                                | Ángel Marcos (24)               |
| Altri giocatori: Gilles Rampillon (30), Claude Arribas (19), Patrice Rio (9), Raynald Denoueix (7), René Donoyan (4), André Hamon (3), Omar Sahnoun (3) |                                 |

## Statistiche

### Capoliste solitarie
|    | —— | —— | —— | —— | —— | ——     | —— | ——    | ——    | ——    | ——    | ——    | ——    | ——    | ——    | ——    | ——    | ——    | ——  | ——  | ——    | ——  | ——     | ——     | ——     | ——     | ——     | ——     | ——     | ——  | ——  | ——     | ——     | ——     | ——     | ——     | ——     | —— |  |
|    |    |    |    |    |    | Angers |    | Nizza | Nizza | Nizza | Nizza | Nizza | Nizza | Nizza | Nizza | Nizza | Nizza | Nizza |     |     | Nizza |     | Nantes | Nantes | Nantes | Nantes | Nantes | Nantes | Nantes |     |     | Nantes | Nantes | Nantes | Nantes | Nantes | Nantes |    |  |
|    |    |    |    |    |    |        |    |       |       |       |       |       |       |       |       |       |       |       |     |     |       |     |        |        |        |        |        |        |        |     |     |        |        |        |        |        |        |    |  |
|    |    |    |    |    |    |        |    |       |       |       |       |       |       |       |       |       |       |       |     |     |       |     |        |        |        |        |        |        |        |     |     |        |        |        |        |        |        |    |  |
| 1ª | 2ª | 3ª | 4ª | 5ª | 6ª | 7ª     | 8ª | 9ª    | 10ª   | 11ª   | 12ª   | 13ª   | 14ª   | 15ª   | 16ª   | 17ª   | 18ª   | 19ª   | 20ª | 21ª | 22ª   | 23ª | 24ª    | 25ª    | 26ª    | 27ª    | 28ª    | 29ª    | 30ª    | 31ª | 32ª | 33ª    | 34ª    | 35ª    | 36ª    | 37ª    | 38ª    |    |  |

#### Classifiche di rendimento

##### Rendimento andata-ritorno
| Andata              | Andata | Ritorno             | Ritorno |
|                     |        |                     |         |
| Nizza               | 28     | Nantes              | 28      |
| Nantes              | 27     | Olympique Marsiglia | 25      |
| Olympique Marsiglia | 23     | Paris FC            | 25      |
| Saint-Étienne       | 22     | Saint-Étienne       | 24      |
| Nancy               | 22     | Stade Reims         | 23      |
| Nîmes               | 22     | Angers              | 23      |
| Rennes              | 20     | Nizza               | 22      |
| Angers              | 20     | Nancy               | 20      |
| Olympique Lione     | 20     | Nîmes               | 20      |
| Metz                | 20     | Bordeaux            | 20      |
| Bastia              | 19     | Bastia              | 19      |
| Sochaux             | 19     | Sochaux             | 18      |
| Stade Reims         | 18     | Rennes              | 18      |
| Strasburgo          | 17     | Sedan               | 16      |
| Bordeaux            | 15     | Olympique Lione     | 15      |
| Ajaccio             | 15     | Metz                | 15      |
| Valenciennes        | 15     | Red Star            | 15      |
| Sedan               | 14     | Valenciennes        | 13      |
| Red Star            | 13     | Strasburgo          | 13      |
| Paris FC            | 11     | Ajaccio             | 8       |

##### Rendimento casa-trasferta
| In casa             | In casa | In trasferta        | In trasferta |
|                     |         |                     |              |
| Nantes              | 33      | Nantes              | 22           |
| Bastia              | 32      | Nizza               | 21           |
| Saint-Étienne       | 31      | Olympique Marsiglia | 19           |
| Nancy               | 30      | Angers              | 16           |
| Nizza               | 29      | Saint-Étienne       | 15           |
| Olympique Marsiglia | 29      | Stade Reims         | 14           |
| Nîmes               | 29      | Nîmes               | 13           |
| Sochaux             | 28      | Paris FC            | 13           |
| Rennes              | 28      | Nancy               | 12           |
| Angers              | 27      | Red Star            | 12           |
| Stade Reims         | 27      | Metz                | 11           |
| Olympique Lione     | 25      | Olympique Lione     | 10           |
| Bordeaux            | 25      | Rennes              | 10           |
| Metz                | 24      | Bordeaux            | 10           |
| Valenciennes        | 23      | Sochaux             | 9            |
| Paris FC            | 23      | Strasburgo          | 9            |
| Sedan               | 22      | Sedan               | 8            |
| Strasburgo          | 21      | Bastia              | 6            |
| Ajaccio             | 21      | Valenciennes        | 5            |
| Red Star            | 16      | Ajaccio             | 2            |

#### Primati stagionali
Squadre
- Maggior numero di vittorie: Nantes (23)
- Minor numero di sconfitte: Nantes (6)
- Migliore attacco: Nizza (70)
- Miglior difesa: Nantes (31)
- Miglior differenza reti: Nantes (+36)
- Maggior numero di pareggi: Red Star (14)
- Minor numero di pareggi: Olympique Lione (7)
- Maggior numero di sconfitte: Ajaccio (22)
- Minor numero di vittorie: Red Star e Ajaccio (7)
- Peggior attacco: Valenciennes (37)
- Peggior difesa: Ajaccio (29)
- Peggior differenza reti: Ajaccio (-49)

### Individuali

#### Classifica marcatori
| Gol | Rigori |  | Giocatore         | Squadra             |
| --- | ------ |  | ----------------- | ------------------- |
| 26  | 4      |  | Josip Skoblar     | Olympique Marsiglia |
| 23  | 4      |  | Bernard Lacombe   | Olympique Lione     |
| 22  |        |  | Hervé Revelli     | Nizza               |
| 20  | 2      |  | Dick van Dijk     | Nizza               |
| 18  | 1      |  | Nestor Combin     | Metz                |
| 17  |        |  | Fleury Di Nallo   | Olympique Lione     |
| 17  |        |  | François Félix    | Bastia              |
| 17  | 3      |  | François M'Pelé   | Ajaccio             |
| 17  | 3      |  | Delio Onnis       | Stade Reims         |
| 16  |        |  | Louis Floch       | Paris FC            |
| 16  |        |  | Antoine Kuszowski | Nancy               |
| 16  |        |  | Patrick Revelli   | Saint-Étienne       |
| 15  |        |  | Eduardo Flores    | Nancy               |
| 15  | 2      |  | Jacky Vergnes     | Nîmes               |

## Percorso dei club nelle coppe europee
| Club                | Competizione               | Risultato   | Ultimo avversario          |
| ------------------- | -------------------------- | ----------- | -------------------------- |
| Olympique Marsiglia | Coppa dei Campioni 1972-73 | Primo turno | Juventus (1-0; 0-3)        |
| Bastia              | Coppa delle Coppe 1972-73  | Primo turno | Atlético Madrid (0-0; 1-2) |
| Nîmes               | Coppa UEFA 1972-73         | Primo turno | Grasshoppers (1-2; 1-2)    |
| Sochaux             | Coppa UEFA 1972-73         | Primo turno | Frem (1-3; 1-2)            |
| Angers              | Coppa UEFA 1972-73         | Primo turno | BFC Dynamo (1-1; 1-2)      |